# Microhoria cyrtopyga
Microhoria cyrtopyga is een keversoort uit de familie snoerhalskevers (Anthicidae). De wetenschappelijke naam van de soort is voor het eerst geldig gepubliceerd in 1952 door Bonadona.